# An Invisible Sign
An Invisible Sign es una película de drama, dirigida por Marilyn Agrelo, protagonizada por Jessica Alba, J.K. Simmons, Chris Messina, Sophie Nyweide y Bailee Madison. La filmación comenzó en Nueva York. Está basada en el libro por Aimee Bender.

## Sinopsis
Mona Gray se retira sistemáticamente de la vida a un mundo de matemáticas después de que una misteriosa enfermedad mental deja a su padre incapacitado y un caparazón de lo que era antes. Obligada por su madre a mudarse sola, Mona consigue un trabajo como maestra de matemáticas en una escuela primaria. Allí descubre que tiene un talento poco ortodoxo para la enseñanza y se ve empujada de nuevo en la vida, con una razón para vivir. Mina se interesa particularmente por una de sus alumnas, Lisa Venus, cuya madre se está muriendo de cáncer. Cuando el profesor Ben Smith muestra un interés romántico por ella, Mona vuelve a algunos de sus impulsos autodestructivos. Al final, Mona descubre su valor en el amor que les muestra a sus alumnos, y la paciencia de Ben finalmente es recompensada cuando Mona y el se enamoran.

## Elenco
- Jessica Alba como Mona Gray.
- Chris Messina como Ben Smith.
- John Shea como Padre.
- Sônia Braga como Madre.
- J.K. Simmons como Mr.Jones
- Bailee Madison como Joven Mona Gray.
- Sophie Nyweide como Lisa Venus.
- Donovan Fowler como Levan Beeze.
- Mackenzie Milone como Ann DiGanno.
- Jake Richard Siciliano como Elmer Gravlaki.
- Emerald-Angel Young como Rita Williams.
- Joanna Adler como Madre de Lisa.
- Conor Carroll como chico de 5.º año.
- Ian Colletti como Danny O'Mazzi.

## Producción
Una prueba de pantalla fue mostrada en Comsewogue High School en Port Jefferson Station, Nueva York.
La película es dirigida por Marilyn Agrelo. Se estrenó en el Festival Internacional de Cine Hamptons el 7 de octubre de 2010.
Fue lanzada en On Demand el 1 de abril de 2011, y estrenada en cines el 6 de mayo de 2011.